# Vers une nouvelle voie
Vers une nouvelle voie ou L'Aiguilleur (На новый путь) est un monument situé à Tcheliabinsk en Russie érigé en hommage aux cheminots qui ont participé à la Révolution de 1905 et à la Révolution d'Octobre. Il a été installé en 1986 pour le deux cent cinquantième anniversaire de la fondation de la ville. Il se trouve au croisement de la rue de la Liberté et de la rue Russe, non loin de la gare centrale de Tcheliabinsk. Il est inscrit au patrimoine culturel protégé d'importance régionale. Il a été sculpté en 1985-1986 par S. Ya. Savotchkine. L'architecte est V. N. Fitkovski.

## Composition

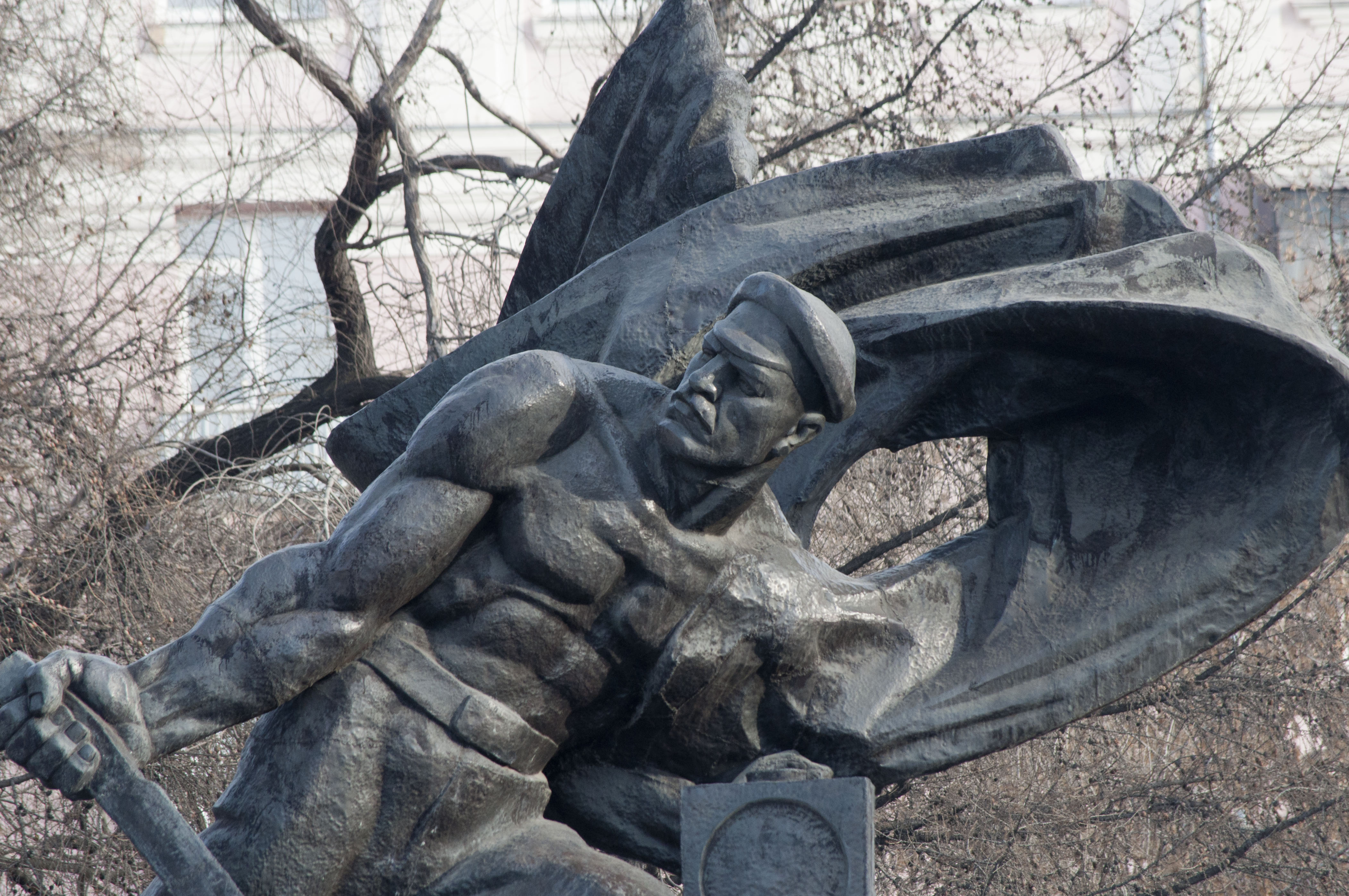
Détail.

Cette composition en bronze est érigée sur un fondement de granite gris. Un aiguilleur est représenté le torse nu, exaltant une force physique certaine. Il tire d'une main le levier de l'aiguillage et de l'autre tient un drapeau, symbolisant la force des cheminots  délivrant Tcheliabinsk de l'armée de Koltchak et des Tchèques blancs, et appuyant la victoire du pouvoir soviétique. Le piédestal a la forme d'une pyramide tronquée dans le style d'un remblai de chemin de fer. On peut y lire: « Vers une nouvelle voie ».

## Caractéristiques

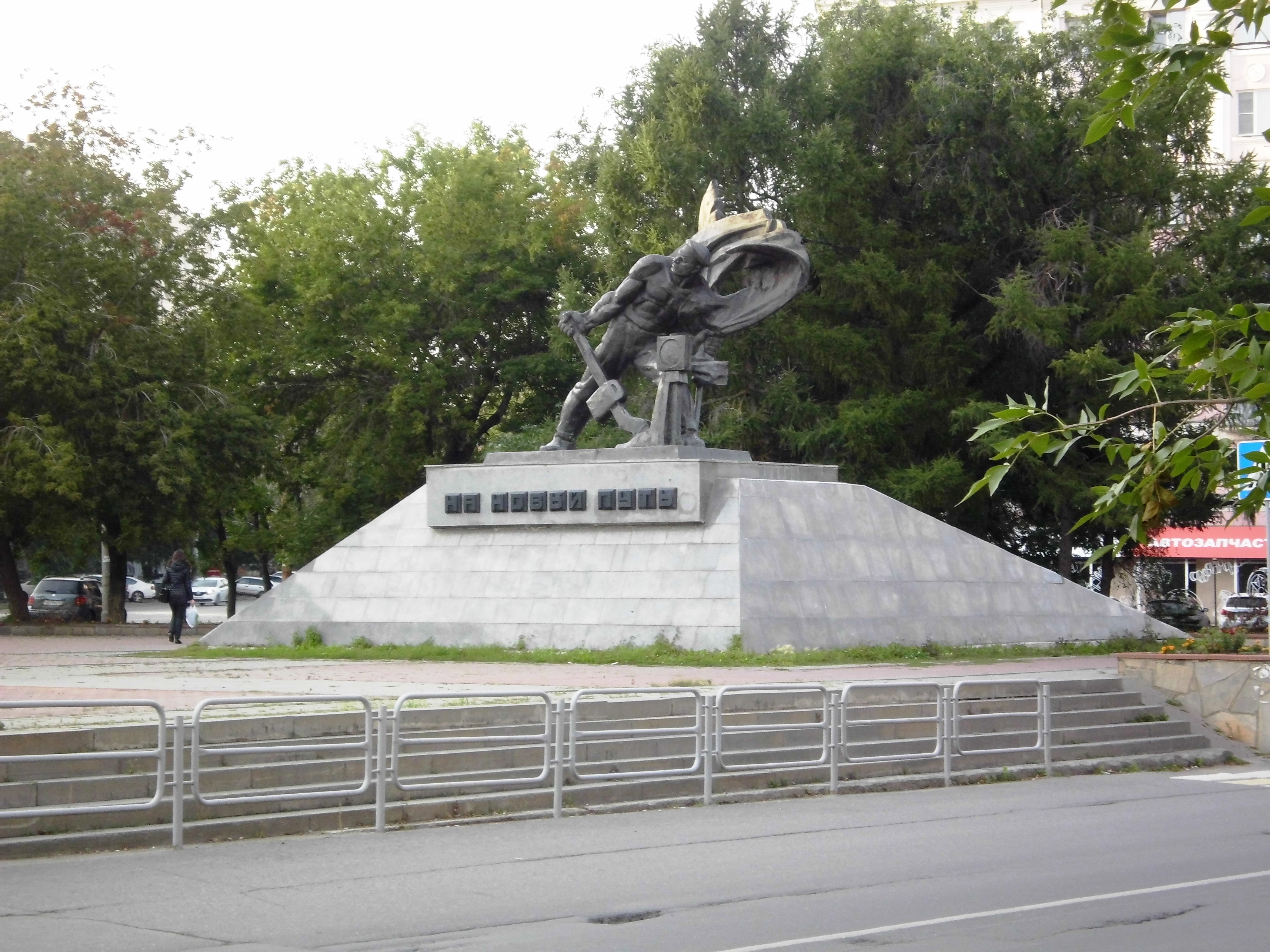
Vue d'ensemble du monument.

- Hauteur du monument: 4,8 mètres.
- Hauteur du piédestal: 2 mètres.
- Surface: 34 х 22 mètres[4].

## Liens extérieurs
- (ru) «Государственный научно-производственный центр по охране культурного наследия Челябинской области».

- (ru) Cet article est partiellement ou en totalité issu de l’article de Wikipédia en russe intitulé « На новый путь (памятник, Челябинск) » (voir la liste des auteurs).